# Sam Thompson
Sam Thompson (Chicago, 11 novembre 1992) è un cestista statunitense.